# Jimena de la Frontera
Connue pour son château éponyme, Jimena de la Frontera est une commune espagnole, située dans la province andalouse de Cadix.

## Géographie

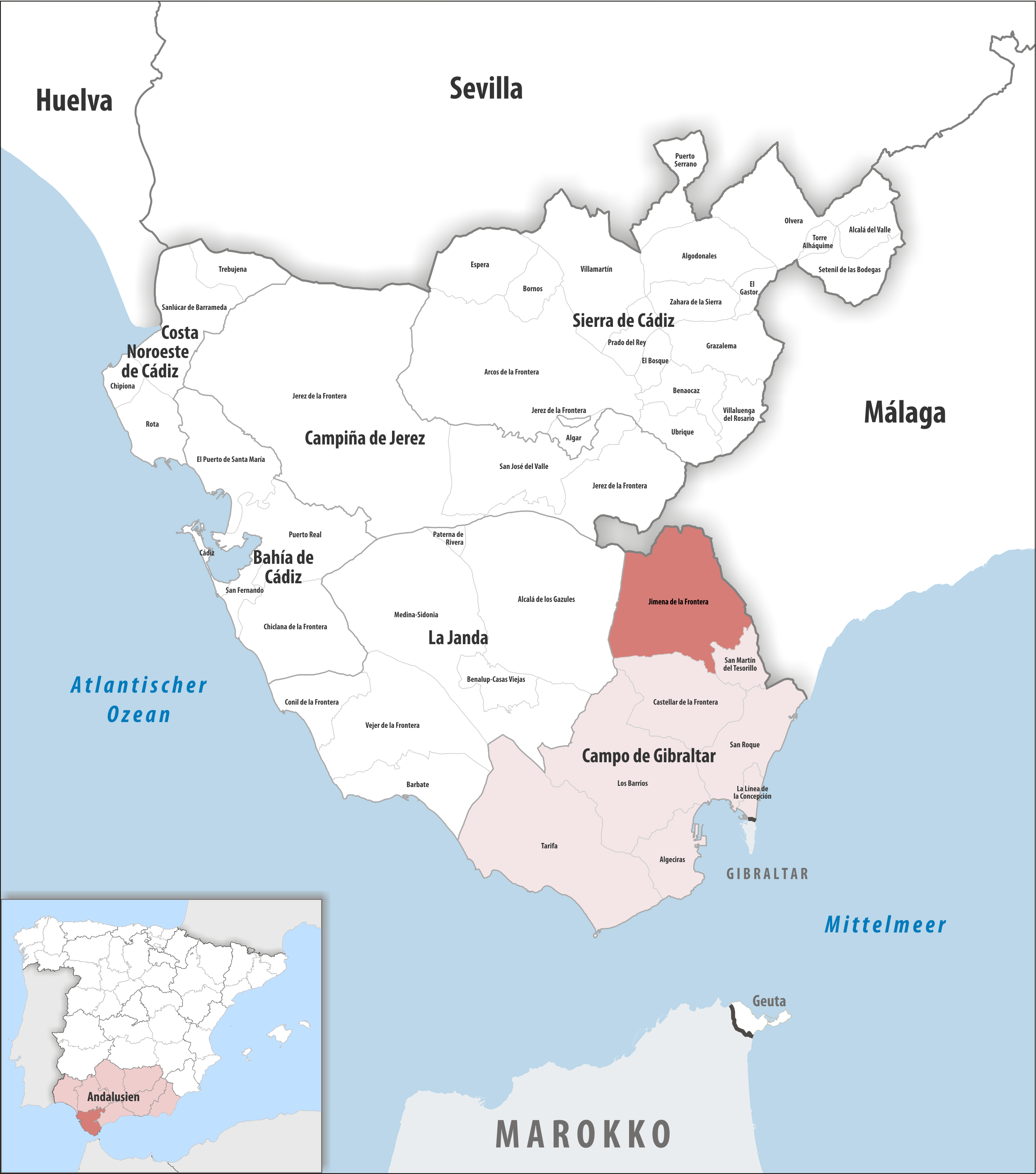
Jimena de la Frontera dans la province de Cadix / en Andalousie

### Localisation
La commune de Jimena de la Frontera se situe dans le nord de la comarque de Campo de Gibraltar, province de Cadix ; elle jouxte la province de Malaga.
Cadix est à 137 km à l'ouest ;
Jerez de la Frontera à 132 km au nord-ouest ;
Malaga à 139 km au nord-est ;
Gibraltar à 47 km au sud.
Les deux tiers de la commune à l'ouest sont inclus dans le parc naturel Los Alcornocales (es).

### Description, climat, hydrographie
La vaste comarque du Campo de Gibraltar est essentiellement une étendue de plaines fertiles bordées au sud par l'Océan Atlantique et la Mer Méditerranée. Jimena, situé au nord, occupe une position charnière entre la zone d'influence de la baie d'Algésiras et la région montagneuse de Serranía de Ronda, à l'extrémité sud-ouest des cordillères pénibétiques. En partie dans le parc naturel Los Alcornocales (es) et perchée sur une colline – le Cerro de San Cristóbal –, la commune se distingue par la variété des paysages.

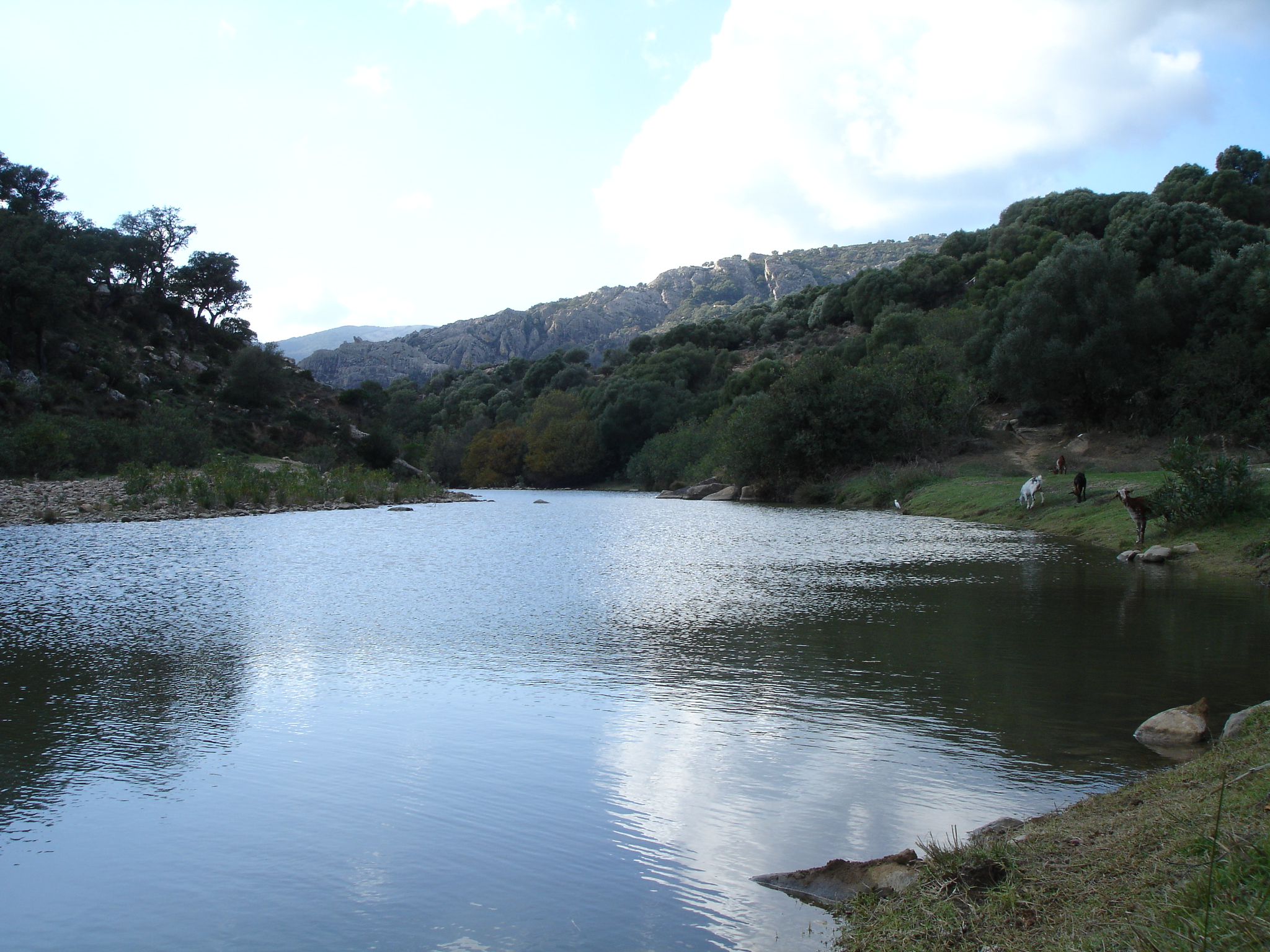
Le Hozgarganta près de Jimena

Jimena de la Frontera bénéficie d'un climat méditerranéen modéré. L'ensoleillement, de 3000 heures annuelles, contribue au maintien de températures moyennes comprises entre 18 et 20 °C. Cependant, le régime pluviométrique diffère sensiblement du reste du sud de l'Espagne, en raison de la topographie de la région du Détroit de Gibraltar, balayée par des vents d'est et d'ouest apportant une certaine humidité, et, partant, des pluies atteignant en moyenne 900 à 1000 millimètres annuels par m². 
Cette spécificité explique l'importance des cours d'eau traversant la commune, cours d'eau qui présentent un débit régulier, contrastant avec les débits discontinus de nombreux fleuves andalous du versant méditerranéen. Deux fleuves arrosent la commune : le Guadiaro (es), fleuve de la province de Málaga, qui finit son parcours par la province de Cadix ; et le Guadarranque (es), fleuve qui naît sur Jimena de la Frontera. La rivière la plus importante reste toutefois le Hozgarganta (es), qui conflue avec le Guadiaro peu avant l'embouchure de ce dernier. Il baigne le centre urbain de Jimena, et se signale par son état sauvage non régulé. La rivière possède une faune et une flore bien conservées et est par endroits recouverte d'une forêt galerie.

## Histoire
La grotte de Laja Alta (es) est ornée de peintures préhistoriques célèbres : y est représenté un ensemble de bateaux qu'on peut considérer comme un catalogue de bateaux protohistoriques,,,.

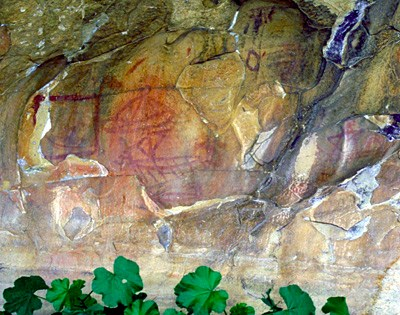
Bateaux de la

En octobre 1811 a lieu l' affaire de Xiména, lors des guerres de l'Empire.
En octobre 2018, la localité de San Martín del Tesorillo en est détaché pour former une commune distincte.

## Patrimoine
- Château de Jimena